# شیموس هینی
شیموس هینی (به انگلیسی: Seamus Heaney) ‏(۱۳ آوریل ۱۹۳۹–۳۰ اوت ۲۰۱۳) شاعر و نویسنده معروف اهل کشور ایرلند شمالی و برنده جایزه نوبل ادبیات در سال ۱۹۹۵ بود.

## زندگی
شیموس هینی آوریل ۱۹۳۹ در یک خانوادهٔ کشاورز در ماسباون (Mossbawn) واقع در ۳۰مایلی شمال‌غربی بلفاست متولد شد. او نخستین فرزند از یک خانوادهٔ ۱۱نفره است.
پس از دریافت درجهٔ ممتاز در زبان انگلیسی از دانشگاه کوئینز بلفاست، از ۱۹۶۹ تا ۱۹۷۲ در آنجا درس گفت و نقش عمده‌ای در پرورش نسل جوان نویسندگان ایرلندی ایفا کرد. از ۱۹۸۹ تا ۱۹۹۴ استاد شعر و شاعری در دانشگاه آکسفورد بود و بعد استاد مقیم در مرکز «رالف والدو امرسون» در دانشگاه هاروارد بود.

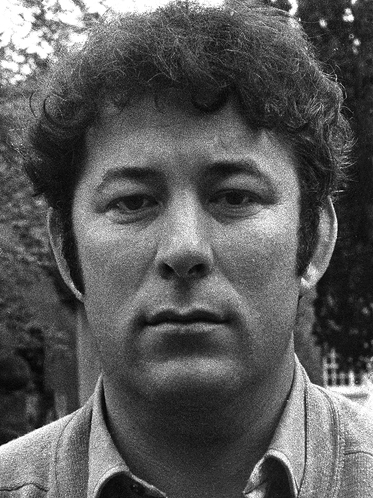
شیمون در سال ۱۹۷۰

بسیاری از منتقدان و شعرا، شعر شیموس هینی، شاعر معاصر ایرلندی و برندهٔ جایزهٔ نوبل ادبیات در سال ۱۹۹۵ را مصداق شعر پُست‌مدرن می‌دانند. اشعار او، که همواره با استقبال عمومیِ خوانندگان ایرلند و سراسر کشورهای انگلیسی‌زبان روبه‌رو بوده، بارها موجب دریافت جایزه‌های مختلف از انجمن‌های متفاوتِ سراسر اروپا شده‌است. توجه به اسطوره‌های کهن و کشاندن آنها به شکلی به دنیای جدید و دگرگون کردن آنها و همچنین توجه به زبان امروز انگلیسی از ویژگی‌های شعر اوست.

## مرگ
او در ۳۰ اوت ۲۰۱۳ در ۷۴ سالگی در دوبلین درگذشت.

## جوایز
- جایزه ادبی کاستا در ۱۹۹۷ برای کتاب تراز
- جایزه ادبی کاستا در ۲۰۰۱ برای ترجمه جدیدش از بیوولف

## آثار
مجموعه شعر District and Circle که اشاره به دو ایستگاه قطار زیر زمینی لندن است که آقای هینی در سال‌های جوانی از آنها برای رفت‌وآمد به محل کار و خانه استفاده می‌کرد.
آخرین مجموعه اشعارش به نامه چراغ برق را انتشارات فیبر۵ در آوریل ۲۰۰۱ منتشر کرد.